# Margareta I av Flandern
Margareta I av Flandern, född 1145, död den 15 november 1194 i Brygge, var monark (grevinna) av Flandern från 1191 till 1194.

## Biografi
Margareta var dotter till greve Thierry av Flandern och Sibylla av Anjou. Hon blev Flanderns tronarvinge eftersom hennes bror, Filip I av Flandern, var barnlös. Hon gifte sig 1160 med greve Raoul II av Vermandois, men äktenskapet var ofullbordat på grund av makens spetälska och annullerades därför 1163; hon gifte 1169 om sig med greve Balduin V av Hainaut och Namur. Då Margaretas bror avled under korståget 1191 försökte den franske kungen hemlighålla hans död för att hinna erövra Flandern innan Margareta och maken hann dit från Hainaut. Paret fick dock reda på saken och hann först till Gent i Flandern, där de gemensamt övertog regeringen från Filips änka Mathilda av Portugal.